# Ignacio Lucas Albarracín
Ignacio Lucas Albarracín (Córdoba (Argentina), 31 de julio de 1850-Lomas de Zamora, 29 de abril de 1926) fue un jurista y abogado argentino. Es reconocido por haber sido secretario y segundo presidente de la Sociedad Argentina Protectora de los Animales, sucesor de Domingo Faustino Sarmiento. Uno de sus proyectos más reconocido fue la instauración del Día del Animal en Argentina, celebrado cada 29 de abril desde 1908, fecha que años más tarde coincidiría casualmente con su fallecimiento en 1926, y en la que desde ese momento además se le rendiría homenaje. Nació en Córdoba (Argentina), pero siempre se consideró sanjuanino de nacimiento por el hecho de que su padre, el coronel sanjuanino Santiago Albarracín, vivía refugiado en esta ciudad por razones políticas. Por eso también figura como nacido en San Juan en muchos documentos oficiales.
Estableció su estudio en Buenos Aires y junto a él participó de algunas luchas políticas. Se dedicó a su profesión y no admitió ningún cargo de naturaleza política. Fue secretario de la Sociedad Argentina Protector de los Animales fundada en 1879. Sucedió a Sarmiento como presidente de dicha entidad en 1885, cargo que desempeñó hasta su muerte. Durante su gestión realizó campañas contra las riñas de gallos, las corridas de toros y el tiro a la paloma. Fue uno de los propulsores de la Ley Nacional de Protección de Animales (N.º 2786), promulgada el 25 de julio de 1891, comúnmente llamada Ley Sarmiento, precursora contra la crueldad hacia los animales en el país.

## Juventud
Ignacio Lucas Albarracín nació en Córdoba el 31 de julio de 1850. Día de San Ignacio de Loyola, fue bautizado con los nombres Lucas Ignacio Emiliano. Sus padres fueron el coronel Santiago Albarracín, emparentado con Domingo Faustino Sarmiento, y Flora Rojo, quien a su vez era familiar de personajes sanjuaninos como Guillermo Rawson (primo), José Rudecindo Rojo (padre), Camilo Rojo (hermano) y Anselmo Rojo (tío).

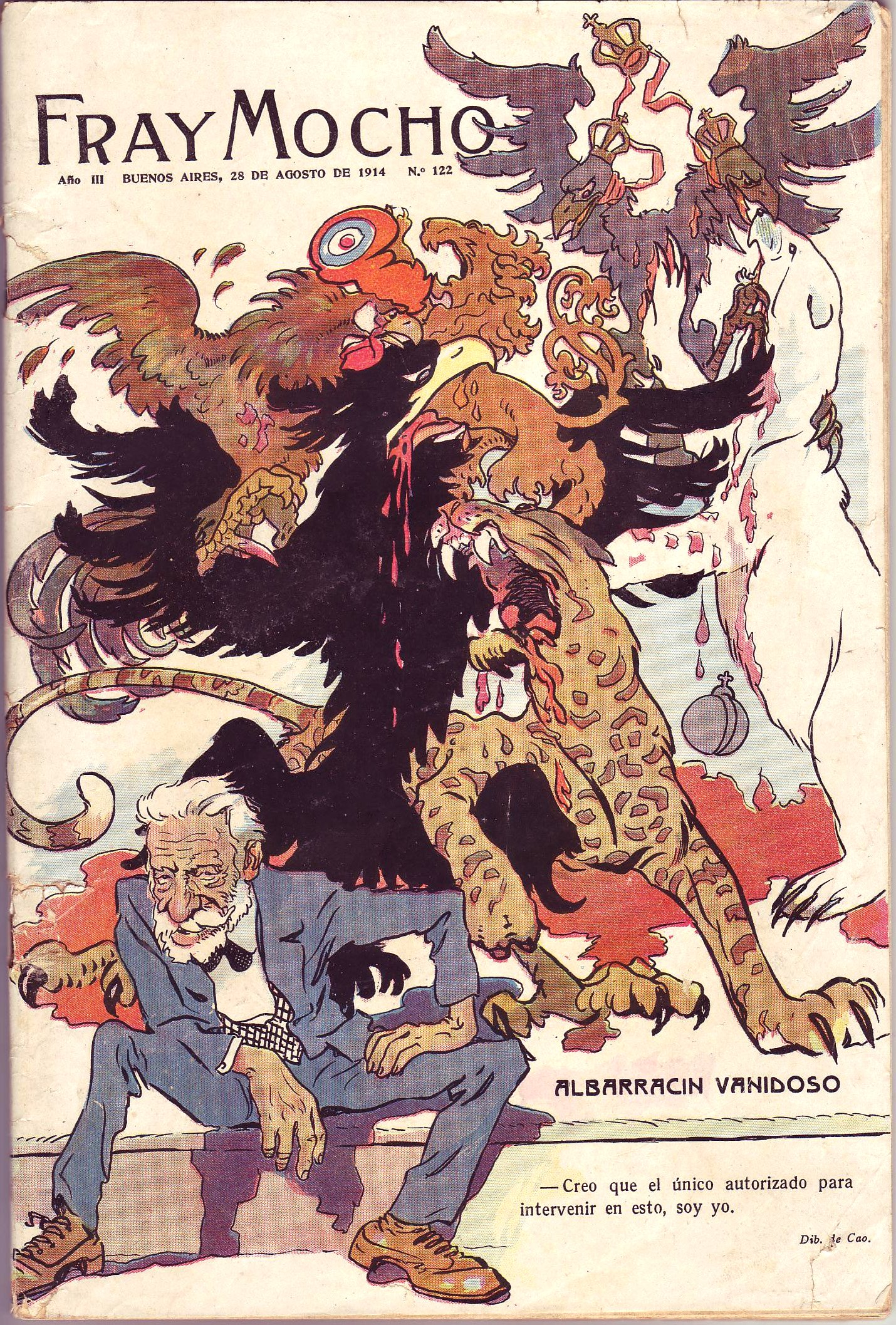
Caricatura de Albarracín en la cubierta de la revista Fray Mocho (número 122, año 1914). Los animales que lo rodean representan a las potencias involucradas en la Primera Guerra Mundial: el águila negra es Alemania, el águila bicéfala simboliza al Imperio de Austria-Hungría, el gallo a Francia, el león al Reino Unido de Gran Bretaña e Irlanda, el oso polar a Rusia y el tigre a Japón.

Recibió su educación primaria en San Juan. Después de haberse recibido de bachiller en el Colegio Montserrat en Córdoba, llegó a Buenos Aires, cuando aún no existía la Capital Federal, donde egresó con el título de doctor en jurisprudencia de la Facultad de Derecho y Ciencias Sociales  de la Universidad Nacional de Buenos Aires, el 1 de mayo de 1873. Trabajó como secretario personal de Sarmiento durante un tiempo, durante la época postpresidencial del mismo, algo que resultó en una profunda amistad y un trato afirmado en la casa de Flora Rojo, su madre, donde personas prominentes como Bartolomé Mitre, Guillermo Rawson y Sarmiento solían reunirse para cenar y debatir.
Dueño de una modesta fortuna, más que suficiente para su sencillo modo de vivir, pronto encontró lo que fue el objetivo de su vida y por el que lucho hasta su muerte: la necesidad de defender a todos los animales, entendiendo que aún aceptando su inferioridad con respecto al hombre no había necesidad de martirizarlos, castigarlos o gozar de su dolor.

## Fundación de la Sociedad Argentina Protectora de los Animales
Junto con Domingo Faustino Sarmiento, Bartolomé Mitre, el reverendo J. F. Thomson, Guido y Spano y Vicente Fidel López fundó la Sociedad Argentina Protectora de los Animales el 21 de agosto de 1879. Ejerció como primer secretario, y más tarde sucedió a Sarmiento como presidente en 1885 hasta su muerte, convirtiéndose así en el primero en ser elegido de forma popular para el cargo.
Albarracín inició su cruzada contra la doma de potros, la riña de gallos, las corridas de toros, la crueldad en la faena de ganado, el tiro a la paloma, la protección a los equinos de tiro (logrando la obligación de colocarle protección en la cabeza en los días de verano). Un episodio registrado de su activismo fue la ocasión en la que involucró a las autoridades para detener el maltrato hacia un caballo en la vía pública por parte de su carrero. Albarracín había presenciado cómo este utilizaba el látigo contra el animal con inclemencia, lo que lo llevó primero a increparlo y, más tarde, logró que la policía detenga los golpes.
Promovió la Ley Nacional de Protección de Animales Nº 2786, conocida como la Ley Sarmiento.
Durante su presidencia, Albarracín fue blanco de burla pública, objeto de caricaturas y de sarcasmo. Fue apodado «el loco» por su convicción de defensa de los animales. Integró a su vez la Liga contra la trata de blancas y presidió el comité de moralidad pública.  Además se opuso el maltrato de las comunidades indígenas. Utilizó parte de su fortuna para financiar las actividades de la Sociedad.

### Día del Animal en Argentina
En 1907 Albarracín gestionó con Ponciano Vivanco, presidente del Consejo Nacional de Educación la celebración de la Fiesta del Animal, tomando como ejemplo la festividad del Domingo del animal (Animal Sunday) que se realizaba en Londres por los pastores de las iglesias, donde se hacían sermones para inculcar el respeto por los animales. El proyecto se aprobó y se adicionó al calendario del año siguiente para su celebración. El primer festejo de 1908 se trasladó del 29 de abril al 2 de mayo debido a lluvias. El acto inicial se realizó en el Zoológico con la presencia del presidente de la Nación, Figueroa Alcorta, varios ministros y 15 000 alumnos y se soltaron 500 palomas mensajeras.Las fiestas subsiguientes se llevaron a cabo en la fecha pactada del 29 de abril,un momento del año elegido por Albarracín por el clima templado del otoño.

## Vida personal y legado
Se casó con Sara Bibiana Carranza Davison, con quien tuvo nueve hijos: Ignacio Jorge, Sara María, Mario Enrique, Raquel Margarita, Enrique Pedro, Flora Carmen, Raquel Margarita, Arturo Santiago y María Dora. Residió en Tigre, Buenos Aires y Lomas de Zamora. Se lo ha descrito como una persona de carácter modestoy de convicción vegetariana.
Albarracín falleció a raíz de un paro cardíaco el 29 de abril de 1926 en su residencia de la calle Boedo 454, en Lomas de Zamora, coincidentemente en la misma fecha en la que había establecido el Día del Animal en el país. A partir de entonces también se le rinde homenaje ese día.Fue sepultado en el Cementerio de Lomas de Zamora, directamente en tierra y sin monumento de importancia. Un año después fue trasladado a su sepulcro definitivo en el predio, lugar donde sus restos descansan junto a los de su esposa. Un proyecto de ley de 2020 propuso nombrar su tumba original como Sepulcro Histórico Nacional.